# 任何一種能夠作為科學出現的未來形而上學導論
《任何一種能夠作為科學出現的未來形而上學導論》是德國哲學家伊曼努爾·康德的一本短篇著作。該書於康德的《純粹理性批判》出版后兩年首次出版于1783年。
《形而上學導論》一書可以看作是《純粹理性批判》的縮寫本，書中包含了對《純粹理性批判》的總覽與完善。康德稱他在此書中所用的方法為“分析”方法，與之相對的是《純粹理性批判》審查人類心智的官能及其所遵循的原則時使用的“綜合”方法。
由於對其前書《純粹理性批判》所受到的負面評價感到不滿，康德在《形而上學導論》一書中加入了對其前書的辯護，他在此書中特別強調了論證形而上學是否能作為科學存在的重要性。同時本書的附錄中還詳盡地包括了康德對其《純粹理性批判》受到批評的反駁。

## 内容摘要

### 导言
康德宣称《形而上学导论》一书的目的是为学生和老师提供一种研究形而上学科学方法的启发性思路。不像其他科学，形而上学还没有实现普遍的和永恒的知识。它没有一个将真理从谬误中区分出来的标准。康德因此提出问题：“形而上学是可能的吗？”
休谟曾研究过因果律的起源的问题。因果律的概念是独立于经验的，还是从经验中认识到的？康德认为休谟错误地尝试从经验中去得到因果律的概念。但是如果因果律不是从经验中得出的，那么它就得诉诸于形而上的对象，如“全能的神”或“不朽的灵魂”。康德宣称他已经通过逻辑推理得出了“因果律和其他纯粹的概念是来自于人的理性本身，而不是通过经验外部世界而得来的。”
与通过“综合的”方法来论证的《纯粹理性批判》不同，康德在《形而上学导论中》采用“分析”来论证。他把形而上学看作一种由三个部分组成的科学。他依次讨论了纯粹数学、纯粹自然科学和形而上学分别是如何可能的。他的结论使他得以确定纯粹理性的界限，并回答“形而上学作为一种科学是如何可能的？”这个问题。

## 外部連結
- 任何一種能夠作為科學出現的未來形而上學導論，James Fieser翻譯的英語版本，基於保羅·卡魯斯（英语：Paul Carus）1902年版本翻譯。
- Projekt Gutenberg-DE收錄的德語原文 （页面存档备份，存于）